# アムリタ・アイヤル
アムリタ・アイヤル（Amritha Aiyer、1994年5月14日 - ）は、インドのタミル語映画、テルグ語映画で活動する女優。2012年に『Padmavyooham』で女優デビューした後、『Tenaliraman』『Padaiveeran』『ビギル 勝利のホイッスル』『Red』『Lift』『ハヌ・マン』に出演している。

## 生い立ち
1994年5月14日にマドラスのタミル語話者の家庭に生まれ、バンガロールで幼少期を過ごした。

## キャリア
セント・ジョセフ商業大学卒業後にモデル活動を始め、2012年に『Padmavyooham』で女優デビューした。2018年にヴィジャイ・イエースダース主演の『Padaiveeran』で主演女優デビューし、『ザ・ヒンドゥー』は彼女について「アムリタは与えられた役柄に見事にマッチしている」と評価している。続けて出演した『Kaali』ではヴィジャイ・アントニーと共演し、2019年にはヴィナイ・ラージクマール主演の『Gramayana』でカンナダ語映画デビューする予定だったが、プロデューサーがCOVID-19ウィルスに感染したことが判明し、製作が中止された。同年にはヴィジャイ主演の『ビギル 勝利のホイッスル』に出演し、タミル・ナードゥ・フットボールチームのキャプテン・テンドラル役を演じた。
2021年にラーム・ポティネーニ主演の『Red』でテルグ語映画デビューし、『Vanakkam Da Mappilei』ではG・V・プラカーシュ・クマールと共演したほか、Disney+ Hotstar配信の『Lift』にも出演している。2022年は『Coffee with Kadhal』に出演し、2024年にはテージャ・サッジャー主演の『ハヌ・マン』でヒロインのミーナクシ役を演じた。同作は興行収入35億ルピーを記録し、インド映画年間興行成績第5位、テルグ語映画年間興行成績第3位、テルグ語映画歴代興行成績第9位にランクインするヒット作となった。

## フィルモグラフィー

### 長編映画
| 年   | 作品                        | 役名                                  | 言語           | 備考               | 出典   |
| ---- | --------------------------- | ------------------------------------- | -------------- | ------------------ | ------ |
| 2012 | Padmavyooham                |                                       | マラヤーラム語 | ノンクレジット     | [ 17 ] |
| 2014 | Tenaliraman                 | マードゥライの友人                    | タミル語       | 「アムリタ」名義   | [ 18 ] |
| 2014 | Arima Nambi                 | フードコートの客                      | タミル語       | ノンクレジット     |        |
| 2014 | Lingaa リンガー             | 村人                                  | タミル語       | 「アムリタ」名義   |        |
| 2015 | Yatchan                     | クマラン・ツアーズ&トラベラーズ従業員 | タミル語       | 「アムリタ」名義   |        |
| 2016 | Pokkiri Raja                | ジョシュナ                            | タミル語       | 「アムリタ」名義   | [ 18 ] |
| 2016 | 火花 Theri                  | ミトラの友人                          | タミル語       | ノンクレジット     | [ 18 ] |
| 2018 | Padaiveeran                 | マラル                                | タミル語       | 主演女優デビュー作 | [ 19 ] |
| 2018 | Kaali                       | テンモリ                              | タミル語       |                    | [ 20 ] |
| 2019 | ビギル 勝利のホイッスル     | テンドラル                            | タミル語       |                    | [ 21 ] |
| 2021 | Red                         | ガーヤトリ                            | テルグ語       |                    | [ 22 ] |
| 2021 | 30 Rojullo Preminchadam Ela | アクシャラ / アンマイガル             | テルグ語       |                    | [ 23 ] |
| 2021 | Vanakkam Da Mappilei        | トゥラシ                              | タミル語       |                    | [ 24 ] |
| 2021 | Lift                        | ハリニ                                | タミル語       |                    | [ 25 ] |
| 2021 | Arjuna Phalguna             | スラヴァニ                            | テルグ語       |                    | [ 26 ] |
| 2022 | Coffee with Kadhal          | アビナヤ（アビ）                      | タミル語       |                    | [ 27 ] |
| 2024 | ハヌ・マン                  | ミーナクシ                            | テルグ語       |                    | [ 28 ] |
| 2024 | Bachchala Malli             | カーヴェリ                            | テルグ語       |                    | [ 29 ] |

### 短編映画
| 年   | 作品             | 役名       | 出典   |
| ---- | ---------------- | ---------- | ------ |
| 2017 | Highway Kaadhali | スネーハー | [ 30 ] |
| 2021 | Buffoon Kadhal   | 本人役     | [ 31 ] |

## 受賞歴
| 年                 | 部門                       | 作品               | 結果               | 出典               |
| 南インド国際映画賞 | 南インド国際映画賞         | 南インド国際映画賞 | 南インド国際映画賞 | 南インド国際映画賞 |
| ------------------ | -------------------------- | ------------------ | ------------------ | ------------------ |
| 2019年             | タミル語映画部門新人女優賞 | 『Padaiveeran』    | ノミネート         |                    |